# Daniel Prenn
Daniel Prenn (né le 7 septembre 1904 à Vilnius — décédé le 3 septembre 1991 à Dorking) est un joueur de tennis allemand, naturalisé britannique de l'entre-deux guerres.

## Biographie
Il est né au sein d'une famille polonaise à Vilnius alors russe en 1908. Ses parents s'installent en Allemagne après la Première Guerre mondiale en 1918. En 1933 (à partir du tournoi de Wimbledon) il devient Britannique après avoir fui l'Allemagne Nazie et ses lois anti-Juifs.

## Carrière sportive
Classé 8e mondial en 1929 par Bill Tilden, numéro 6 en 1932 par A. Wallis Myers, et numéro 7 en 1934 par l'American Lawn Tennis.
À la suite d'une coupe Davis victorieuse face au Royaume-Uni, pourtant mené par Fred Perry et Henry Austin et sur les États-Unis menés par Frank Shields en 1932, Prenn fut proclamé « Meilleur joueur européen » par l'American Lawn Tennis magazine.
Représentant l'Allemagne en Coupe Davis de 1928 à 1932, il participa à 13 rencontres, en remportant 21 matchs et en perdant 10.
Prenn a été classé numéro 1 allemand pendant quatre années consécutives, de 1928 à 1932. Mais avec l'arrivée des nazis au pouvoir, en 1933, il est interdit de compétition en raison de sa foi judaïque.
En dépit de ses nombreux succès sur les courts, la Fédération allemande de tennis adopta la résolution suivante en avril 1933 :
1. Aucun juif ne peut être sélectionné dans l'équipe nationale ou en Coupe Davis.
2. Aucun club ou association juif ou marxiste ne peut être affilié à la Fédération allemande de tennis.
3. Aucun juif ne peut exercer un poste officiel au sein de la fédération.
4. Le joueur Dr. Prenn (juif) ne sera pas sélectionné dans l'équipe de Coupe Davis en 1933.

De nombreux joueurs amateurs dont Fred Perry et Henry Austin ont vivement protesté dans une tribune du Times, car l'International Lawn Tennis Association n'a pas réagi. Peu après, Prenn s'échappa au Royaume-Uni et se fit naturaliser citoyen britannique. Il continua à jouer, mais ne retrouva jamais le niveau qu'il avait atteint en Allemagne.
Prenn a été introduit au Half of fame des sportifs internationaux juifs en 1981.

## Palmarès (partiel)

### Titres en simple messieurs
| No | Date       | Nom et lieu du tournoi                       | Catégorie | Surface      | Finaliste         | Score                   |  |
| -- | ---------- | -------------------------------------------- | --------- | ------------ | ----------------- | ----------------------- |  |
| 1  | 1928       | German International Championships, Hambourg |           | NC           | Hans Moldenhauer  | 6-1, 6-4, 6-3           |  |
| 2  | 20-09-1933 | Tournoi de tennis de Paris, Paris            |           | Terre (ext.) | Christian Boussus | 2-6, 3-6, 6-2, 6-3, 6-4 |  |

### Finale en double mixte
| No | Date       | Nom et lieu du tournoi      | Catégorie | Surface      | Vainqueurs                   | Partenaire     | Score    |          |
| -- | ---------- | --------------------------- | --------- | ------------ | ---------------------------- | -------------- | -------- | -------- |
| 1  | 23-06-1930 | The Championships Wimbledon | G. Chelem | Gazon (ext.) | Elizabeth Ryan Jack Crawford | Hilde Sperling | 6-1, 6-3 | Parcours |